# Vains of Jenna
Vains of Jenna war eine Sleaze Rock-Band aus Falkenberg, Schweden.

## Geschichte
Über die Anfangszeit ist nur wenig bekannt. Die Vains of Jenna bildeten sich aus zwei Sleaze-Rock-Bands, die beide stark unter Einfluss bekannter Rockbands wie Mötley Crüe, W.A.S.P., Guns N’ Roses, Hanoi Rocks und den Rolling Stones standen. Sie bestehen seitdem aus den Mitgliedern Lizzy DeVine (Gesang und Rhythmus-Gitarre), Nicki Kin (Lead-Gitarre), JP White (Bass) und Jacki Stone (Schlagzeug). Sie trafen früh auf den ehemaligen Guns-N’-Roses-Rhythmusgitarristen Gilby Clarke, dem die Band sofort gefiel. Er beschloss, mit ihnen eine Demo-EP aufzunehmen. Diese wurde schlicht „The Demos“ genannt und beinhaltet ein Cover von Jumpin Jack Flash von den Rolling Stones. In einer Bar wurde Skateboard-Star Bam Margera auf die Band aufmerksam und lud diese ein, zu seinem Label zu kommen. 2006 kam, nur ein Jahr nach der Gründung, das Debütalbum Lit Up/Let Down auf den Markt. Außerdem wurde das Lied Don't Give a Damn das Titellied der Sendung Bam's Unholy Union.
Inzwischen leben die vier Mitglieder in den USA und haben mit einigen Bands wie z. B. White Lion getourt.
2007 wurde die Single Enemy in Me veröffentlicht. Kurz darauf trennte sich Bam Margeras Label wieder von den Vains of Jenna. Mit neuem Label wurde 2009 das neue Album The Art of Telling Lies veröffentlicht, das in Schweden eingespielt wurde. Dafür erschien im Juli 2009 die Single Get It On.

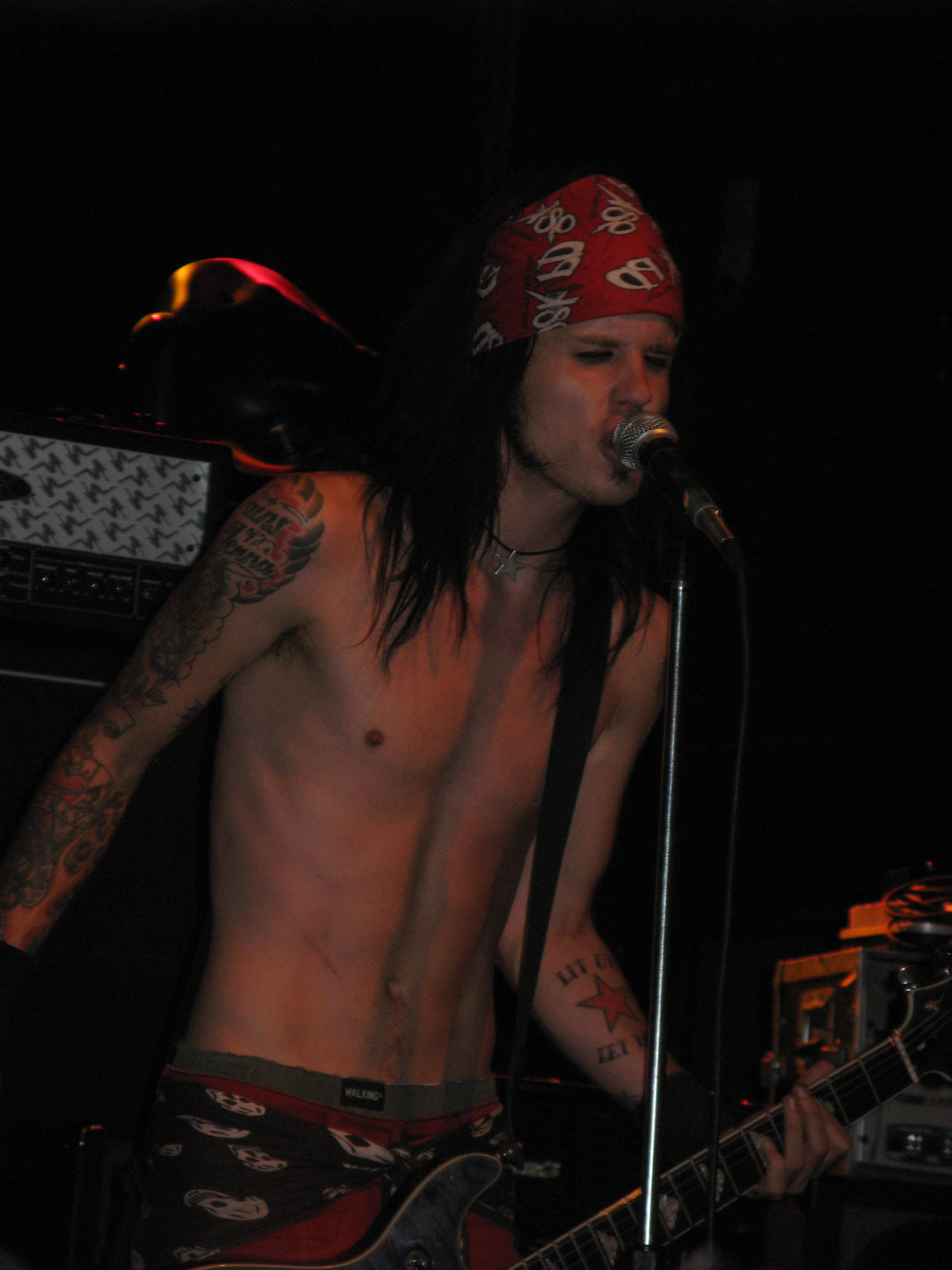
Jimmy „Lizzy Devine“ Johansson (2007)

2010 bestätigten Vains of Jenna, dass die Band und Sänger Lizzy DeVine getrennte Wege gehen. Dafür wurde auf der Myspace-Seite der Band der neue Sänger Jesse Forte vorgestellt. Nach dem Coveralbum Reverse Tripped im Jahre 2011 gab die Band 2012 auf ihrer Myspace-Seite die Auflösung bekannt.

## Spätere Projekte
2015 gründete Lizzy DeVine die Band The Cruel Intentions mit Mats Wernerson (Bass) und den Norwegern Eiliv Sagrusten (Schlagzeug) und Kristian Nygaard Solhaug (Gitarre). Sie veröffentlichten ein Video zu dem Song Borderline Crazy ohne dabei ein Album zu promoten. Zudem erschien das Stück Stare at the Sun. Zuvor war er bereits als Solosänger und Gastsänger in Erscheinung getreten.

## Diskografie

### Alben
- 2005: The Demos
- 2006: Lit Up/Let Down
- 2009: The Art of Telling Lies
- 2011: Reverse Tripped

### Singles und EPs
- 2005: Noone's Gonna Do It for You
- 2006: Baby's Got a Secret
- 2007: Enemy in Me
- 2009: Get It On